# Guisla de Lluçà
Guisla de Lluçà (? – 1079) condesa consorte de Barcelona (1027–1035), y condesa de Osona (1035–1054).
En 1027 se casa con el conde de Barcelona Berenguer Ramón I, convirtiéndose en su tercera esposa. De este matrimonio nació un hijo: Guillem.
Tras la muerte del conde de Barcelona en 1035, tanto ella como su hijo heredaron el condado de Osona, que gobernaron conjuntamente.
En 1054, Guisla se casa de nuevo con el vizconde de Barcelona Udalardo II, por lo que tuvo de renunciar al condado. Del mismo modo, su hijo Guillem renunció al condado y este pasó a manos del hijo mayor de su primer marido el conde de Barcelona, Ramón Berenguer I.